# 南相馬鹿島サービスエリア

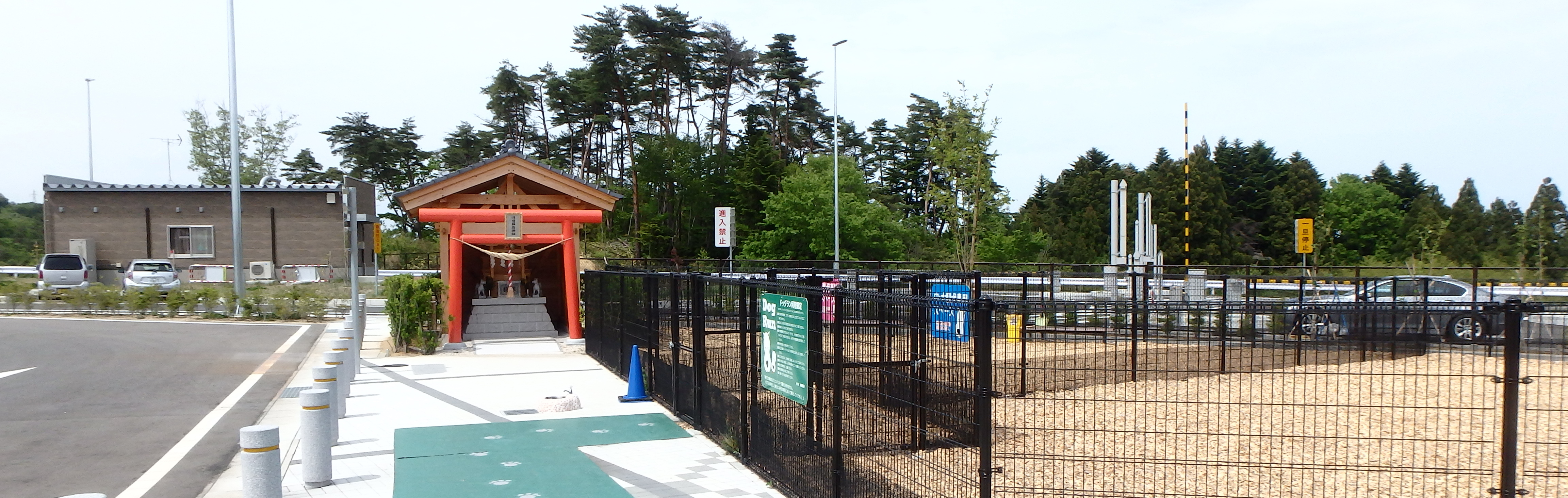
奧：スマートIC、中央左：神社、右手前：ドッグラン

南相馬鹿島サービスエリア（みなみそうまかしまサービスエリア）は、福島県南相馬市鹿島区にある、常磐自動車道のサービスエリアである。南相馬鹿島スマートインターチェンジを併設する。

## 概要
- 2008年（平成20年）8月7日までにNEXCO東日本が当SAの設置決定を南相馬市長に報告。完成時には上下線集約型となり、一般道からは施設を利用できる計画となっている[3]。
- 福島県内の常磐自動車道では唯一のサービスエリアである。スマートICと駐車場・トイレ・ガソリンスタンドは、2015年（平成27年）2月21日に供用開始[4][5]。市の整備する物販観光施設「セデッテかしま」は、同年4月25日にオープンした[6]。
- 予定地は共有地が多く、用地確保の障害となっていたが、地元の地縁団体が所有できるよう相馬簡易裁判所に提訴。2008年（平成20年）3月には所有権が確認された。
- 当SAは中郷SAから100km以上離れた位置に設置されている。
- 建設予算は18億3,600万円（税込価格）。
- 「セデッテかしま」には、南相馬市はもとより相双地方の物産、観光及び伝統文化など多様な地域情報発信を行い、地域産業の振興、地域活性化及び交流機会の創出を図ることを目的に設置されている。施設内には、相馬野馬追や観光情報などを紹介する「エントランスホール」を始め、地域の食材を生かした「お食事処」、農産物や地域ならではの逸品・珍品を取り揃えた「お土産処」、地域行事やイベントの実施・休憩スペースとして利用できる「コミュニティ広場」を備える。テイクアウトコーナーとして、地域のお店が3店舗出店している。

## 歴史
- 1998年（平成10年）4月：常磐富岡IC - 相馬IC間に施工命令が出される[7]。
- 2012年（平成24年）4月8日：南相馬IC - 相馬IC間が開通（この時点では当SAは未供用）[8]。
- 2014年（平成26年）4月1日：当SAの名称を「鹿島SA（仮称）」から「南相馬鹿島SA」に正式決定。
- 2015年（平成27年）
  - 2月21日：サービスエリア本体とスマートICが供用開始[4]。
  - 4月25日：物販観光施設「セデッテかしま」がオープン[9]。

## 施設

### 上下線集約
- トイレ　
  - 男性 大4（和式1・洋式3）・小8
  - 女性 24（和式2・洋式22）
  - 車椅子用 1
  - 子供トイレあり
- 自動販売機
- 物販観光施設「セデッテかしま」（8:00-20:00）
  - フードコート（11:00-20:00、19:00オーダーストップ）
- ガソリンスタンド（出光興産（エネクスフリート）セルフ式、24時間）
- 給電スタンド（24時間）
- 神社
- ドッグラン

### 上り線（水戸・東京方面）
- 駐車場
  - トレーラー 2台
  - 大型 20台
  - 小型 30台

### 下り線（仙台・石巻方面）
- 駐車場
  - トレーラー 2台
  - 大型 20台
  - 小型 30台

## 南相馬鹿島スマートインターチェンジ
南相馬鹿島スマートインターチェンジ（みなみそうまかしまスマートインターチェンジ）は、南相馬鹿島サービスエリア（SA）上に併設されているスマートインターチェンジである。
- 運用時間：24時間[10]
- 対応車種：ETC車載器を搭載した全車種[10]
- 利用方向：全方向対応[10]

### 歴史
- 2015年（平成27年）2月21日：南相馬鹿島SAの開設と共に供用開始[4]。当初の運用時間は6:00 - 22:00だった。
- 2022年（令和4年）4月29日 : 24時間の利用が可能になる[11]。

### 周辺
- 小山田公民館
- 上真野小学校

### 接続する道路
- 直接接続
  - E6常磐自動車道(22-1番)
  - 福島県道34号相馬浪江線

## 隣
E6 常磐自動車道
(22)南相馬IC - (22-1)南相馬鹿島SA/SIC  -  (23)相馬IC